# Marecidia achrysa
Marecidia achrysa är en fjärilsart som beskrevs av Forbes 1939. Marecidia achrysa ingår i släktet Marecidia och familjen björnspinnare. Inga underarter finns listade i Catalogue of Life.